# Sergio Leal
Sergio Leal González (Rivera, 25 de septiembre de 1982) es un exfutbolista uruguayo que jugaba como delantero centro.

## Trayectoria
Fue internacional la selección de fútbol de Uruguay en categorías inferiores.

## Selección nacional juvenil
| Mundial                                 | Sede          | Resultado        |
| --------------------------------------- | ------------- | ---------------- |
| Sudamericano Sub-17 de 1999             | Uruguay       | Tercer lugar     |
| Mundial Sub-17 de 1999                  | Nueva Zelanda | Cuartos de final |
| Preolímpico Sudamericano Sub-23 de 2004 | Chile         | Primera fase     |

## Clubes
| Club                        | País          | Año         | Part. | Goles | Asist. |
| --------------------------- | ------------- | ----------- | ----- | ----- | ------ |
| Peñarol                     | Uruguay       | 2001-2005   | 44    | 11    | 4      |
| Plaza Colonia (cedido)      | Uruguay       | 2003        | 29    | 13    | 2      |
| Sporting Cristal            | Perú          | 2005-2006   | 45    | 12    | 3      |
| Universidad de San Martín   | Perú          | 2006        | 9     | 2     | 1      |
| Gimnasia y Esgrima La Plata | Argentina     | 2007-2008   | 41    | 6     | 1      |
| Danubio                     | Uruguay       | 2008-2009   | 24    | 11    | 1      |
| Ergotelis                   | Grecia        | 2009-2012   | 73    | 20    | 8      |
| Deportivo Cali              | Colombia      | 2012        | 11    | 1     | 2      |
| Danubio                     | Uruguay       | 2013        | 17    | 7     | 1      |
| Wuhan Zall                  | China         | 2014        | 15    | 3     | 7      |
| Kerkyra                     | Grecia        | 2015        | 9     | 0     | 0      |
| Plaza Colonia               | Uruguay       | 2015-2016   | 18    | 3     | 0      |
| Ergotelis                   | Grecia        | 2016-2017   | 20    | 8     | 1      |
| O. F. I. Creta              | Grecia        | 2017-2018   | 15    | 2     | 8      |
| UE Engordany                | Andorra       | 2018-2019   | 4     | 0     | 1      |
| Total carrera               | Total carrera | 2001 - 2019 | 374   | 99    | 40     |

## Palmarés

### Campeonatos nacionales
| Título                               | Club             | País    | Año     |
| ------------------------------------ | ---------------- | ------- | ------- |
| Liguilla Pre-Libertadores de América | Peñarol          | Uruguay | 2004    |
| Primera División del Perú            | Sporting Cristal | Perú    | 2005    |
| Primera División de Uruguay          | Danubio          | Uruguay | 2013-14 |
| Torneo Clausura                      | Plaza Colonia    | Uruguay | 2016    |
| Gamma Ethniki                        | Ergotelis        | Grecia  | 2016-17 |
| Football League                      | O. F. I. Creta   | Grecia  | 2017-18 |